# Silnice II/481
Silnice II/481 je silnice II. třídy ve Zlínském kraji v okrese Vsetín spojující silnice I/35 a II/487. Celková délka silnice je 15,017 km.

## Průběh
Silnice začíná na křižovatce s I/35 v Prostřední Bečvě, vede na jih přes Hutisko-Solanec (křížení s III/4867 a III/48614) a kolem vrchu Soláň do Velkých Karlovic, kde končí na křižovatce s II/487.